# Agrias daudeti
Agrias daudeti är en fjärilsart som beskrevs av Le Moult 1931. Agrias daudeti ingår i släktet Agrias och familjen praktfjärilar. Inga underarter finns listade i Catalogue of Life.